# So It Goes (Lied)
So It Goes (englisch etwa für: „So läuft es eben“) ist ein Song des britischen Musikers Nick Lowe. Er wurde am 14. August 1976 auf der A-Seite der ersten Single auf dem Stiff Label veröffentlicht. Als B-Seite diente die Aufnahme Heart of the City („Herz der Stadt“). Es war die erste Veröffentlichung Lowes unter seinem Namen. Die Single erhielt die Katalognummer BUY 1 – eines der Wortspiele, für die Stiff Records bekannt wurden: Buy one heißt auf Deutsch „Kaufe eine“.

## Entstehungsgeschichte

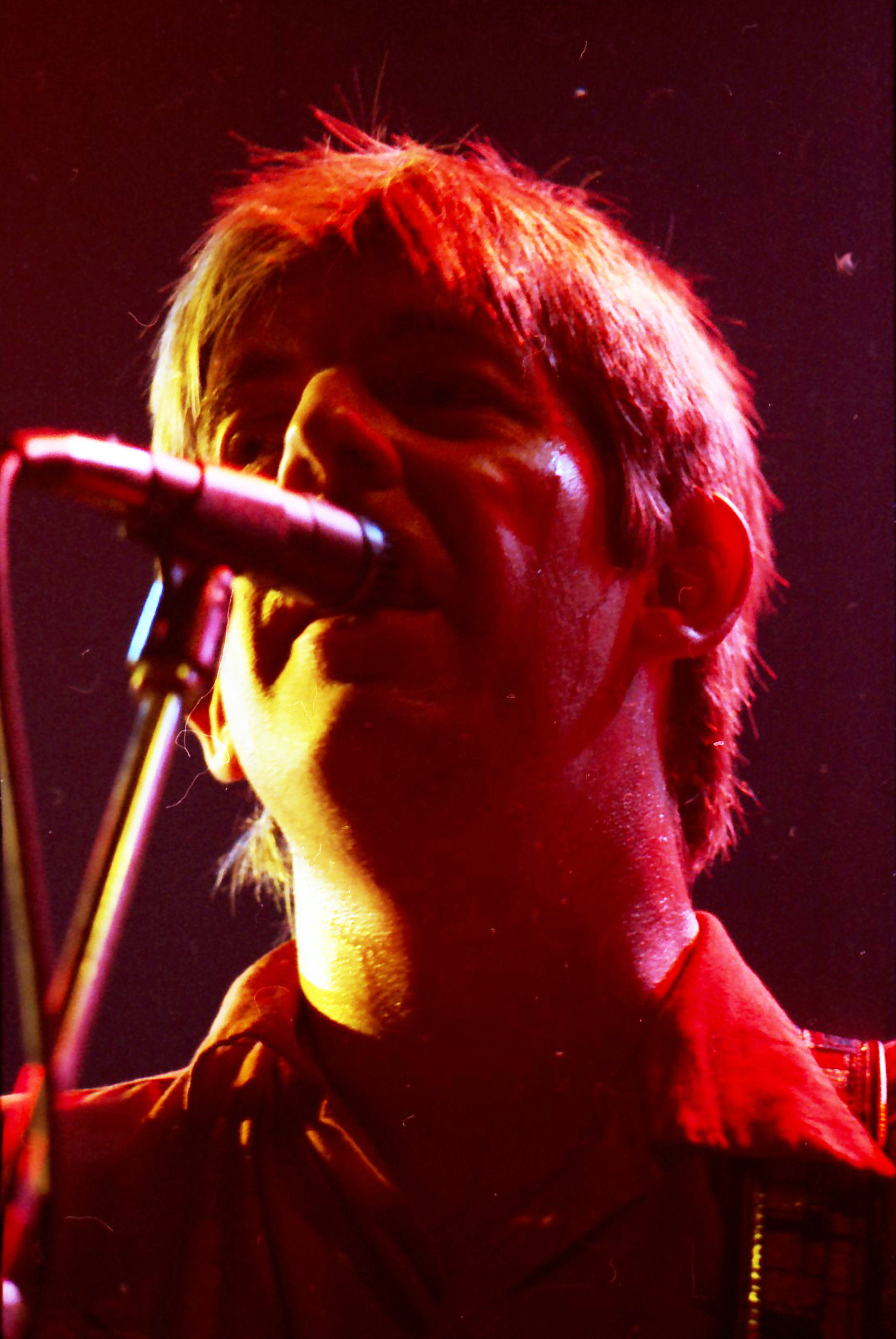
Nick Lowe (1980)

Da Nick Lowes Manager Jake Riviera nach der Auflösung von Brinsley Schwarz kein Label fand, das Lowes Musik veröffentlichen wollte, gründete er gemeinsam mit dem Unternehmer Dave Robinson Stiff Records – nach diversen Angaben mit einem Kredit von Lee Brilleaux, Sänger der Band Dr. Feelgood. Für 45 £ buchten Riviera und sein Kompagnon die Pathway Studios im Norden Londons. Hier nahm Nick Lowe nur mit Hilfe von Schlagzeuger Steve Goulding von der Band The Rumour zwei Songs auf, eben So It Goes und Heart of the City – eigentlich nur als Demos gedacht, aufgenommen in drei Stunden Studiozeit. Gitarre und Bass spielte Lowe selbst. Produzenten waren Lowe und Riviera gemeinsam, Toningenieur war Barry Farmer, der auch später auf vielen Stiff-Records-Labels- und -Covers mit seinem Spitznamen Bazza auftaucht. Die beiden Songs wurden als A- und B-Seite der Single veröffentlicht. Sie wurde „zwar kein Hit, weckte aber ein gewisses Interesse innerhalb der Branche“.

Label der US-Promo-Single 1978

Die beiden Songs der Single gelten als Bindeglied zwischen der britischen Pub-Rock-Szene und dem Punk und New Wave. So It Goes ist ein einfacher Rocksong und beschränkt sich auf wenige Akkorde (D, A, E, C#m, Bm). Lowe erklärte gegenüber Caroline Coon, Redakteurin des Melody Maker, es sei ein „Sound der heutigen Zeit. Kluger Text zu einfachem Rhythmus.“ Richard Balls sieht Lowe „vor einer unaufgeregten Soundkulisse, die seinen unverwechselbaren Gesang und seine Rock’n’Roll-Gitarre aus den Fünfzigern zur Geltung kommen ließ.“
Einem amerikanischen Radiosender sagte Lowe, So It Goes sei nicht sein Lieblingslied, es erinnere „zu sehr an Steely Dan“, er denke, er sei von etwas von ihnen inspiriert gewesen. Der Songtitel bezieht sich auf den Roman Slaughterhouse Five or The Children’s Crusade von Kurt Vonnegut, in dem So it goes (in der deutschen Übersetzung: „Wie das so ist.“) die lakonische Antwort auf Todesfälle ist.
Der zynische, leicht bittere Text lässt ab der ersten Zeile aufhorchen, einer Zeile, die einen jungen Menschen in Erinnerung ruft, der sich den rechten Arm amputierte, um Strom zu sparen. (“Remember one night the kid cut off his right arm / In a fit to save a bit of power”). In einer weiteren Strophe singt Lowe über Weltpolitiker, die sich treffen, aber ergebnislos auseinandergehen. Mit dem Refrain deutet Lowe an, dass das Leben nicht planbar ist: viermal wiederholt Lowe “And so it goes” , um dann resignierend zu resümieren “But where it's going no one knows.” („Doch wohin es führt, weiß niemand.“) Ira Kaplan erzählte Lowe 1978

„Ich schrieb den Song, als ich Graham Parker and the Rumour während einer US-Tour als Vorgruppe von Thin Lizzy managte. Phil Lynott hatte gerade The Boys Are Back in Town geschrieben und ich liebte den Song, seit ich ihn das erste Mal gehört hatte. […] Ich schrieb die erste Strophe über Brian Robertson von Thin Lizzy. Sie nannten ihn „The Kid“, er hatte Hunderte von Verstärkern und er schrie dauernd die Roadies und alle an.“

## Marketing
Stiff Records waren neu auf dem britischen Musikmarkt; als neues Independent-Label verfügten sie über keinen großen Vertrieb ihrer Schallplatten. Dennoch konnten sie ihre erste Single über unabhängige Plattenläden und Mail-Order-Versand gut verkaufen, Riviera brachte sie großteils selbst in die Läden. Die Nachfrage war hoch (in nur fünf Tagen wurden 1200 Exemplare verkauft) und so ließen sie statt der ursprünglich nur vorgesehenen 2000 Singles nach kurzer Zeit weitere 1000 pressen. Für die britischen Charts reichte dies nicht; da am Vertrieb gespart wurde, konnte Stiff Records jedoch finanziell profitieren.
Mit der Single begann das für Stiff Records typische Marketing: In die Auslaufrille der Single wurden Botschaften eingeritzt – Earthlings awake auf der A-Seite, 3 chord trick yeh auf der B-Seite. Diese individuellen versteckten Botschaften wurden bei Stiff ein Markenzeichen für den Pressmeister George „Porky“ Peckham. Auf dem Label gab es die Botschaft Mono enhanced Stereo – Play loud („Mono verbessertes Stereo – Laut abspielen“). Rund um das Mittelloch war der Spruch The worlds  most flexible record label („Das flexibelste Plattenlabel der Welt“) aufgedruckt. Die Single wurde in einem schwarzen Lochcover der Plattenfirma vertrieben; rund um das Label kamen darauf die Botschaften “If it means everything to everyone .. it must be a Stiff” („Wenn es jedem alles bedeutet.. dann muss es wohl ein Stiff sein“) und “Today’s sound today” („Der Sound von heute heute“).
In den USA wurde So It Goes erst Mitte 1978 als Single veröffentlicht, nach Lowes erstem Album Pure Pop for Now People (in UK zuvor als Jesus of Cool erschienen). Auf der LP und auf der Single-B-Seite gab es dabei nicht die Stiff-Version von Heart of the City, sondern eine Live-Version mit der Band Rockpile. Ebenfalls 1978 wurde Heart of the City in den Niederlanden als A-Seite veröffentlicht, gekoppelt mit dem Song I Don't Want the Night to End.

## Rezeption
In der britischen Musikpresse wurden A- und B-Seite der Single wohlwollend beurteilt. Mindestens zwei Musikzeitschriften machten die B-Seite zum Record of the week, so der Melody Maker; Sounds erklärte die Single zur Star Single of the week, mit dem Hinweis, dass Heart of the City ein A1 smash sei. Im New Musical Express hieß es: „Es werden geschmackvolle Powerchords, intelligente Textzeilen und ein ironischer Refrain verwendet. Das Label ist voll von bizarren Scherzen und behauptet unter anderem, dass es sich um "mono-enhanced stereo" handelt.“ So It Goes wäre sicher Single of the Week geworden, so der unbekannte Autor, doch in dieser Woche werde diese Auszeichnung nicht vergeben. Am Jahresende wurde So It Goes von den Musikkritikern des NME zur fünftbesten Single des Jahres gewählt, in der Liste der besten Singles des Jahres von Sounds wurde Heart of the City erwähnt. Wolfgang Doebeling setzte Heart of the City im April 2021 im Rolling Stone auf seiner Liste von „Songschätze[n], die man auf Single-B-Seiten entdecken konnte“ auf Platz neun. Schon im Jahr 1980 hatte Doebeling die Single (A- und B-Seite) in eine „Discographie: 200 Singles 1975–79“ aufgenommen. Bob Geldof setzte den Song 1977 auf Platz sieben seiner Star Choice in den Charts des Record Mirror,
Jon Savage hält die Single für „ein gutes Beispiel für Pub Rock am Wendepunkt. Nick Lowes »So it goes« war zynisch, aber »Heart of the City« war ein hyperaktiver Tribut an das Leben in der Stadt, der den Ramones viel verdankte.“
So It Goes wurde im Soundtrack des Films Rock ’n’ Roll Highschool verwendet.